# Rocky Face
Rocky Face ist eine gemeindefreie Ortschaft im Whitfield County im US-Bundesstaat Georgia. Ihre Postleitzahl lautet 30740.

## Geschichte
1890 wurde in Rocky Face ein Postamt gegründet. Die Gemeinde wurde nach einer nahe gelegenen Felsformation benannt, die einem menschlichen Gesicht ähnelte.